# Kōsuke Ōta
Kōsuke Ōta (jap. 太田宏介 Ōta Kōsuke; ur. 23 lipca 1987 w Tokio) – japoński piłkarz, reprezentant kraju.

## Kariera klubowa
Od 2006 do 2011 roku występował w klubach Yokohama FC i Shimizu S-Pulse. Od 2012 roku do 2015 roku grał w zespole FC Tokyo. W 2016 przeszedł do Vitesse, a w 2017 wrócił do FC Tokyo.

## Kariera reprezentacyjna
Karierę reprezentacyjną rozpoczął w 2010.